# Hermes (DC Comics)
Hermes es un personaje ficticio, un dios perteneciente al mundo de DC Comics. Él se basa en el dios griego mensajero del mismo nombre. Hermes es el mensajero de los dioses del olimpo. Él es Dioses Olímpicos, una raza extradimensional una vez adorada como una deidad por la gente de la Antigua Grecia. Él es el patrón de los viajeros y ladrones, además de que también conduce las almas de los muertos a Hades para ser juzgados. La primera encarnación de Hermes pertenece al universo de Tierra S, este aparece por primera vez en Whiz Comics #2 (febrero de 1940).

## Historia de la publicación
Hermes debutó en Wonder Woman #1 (junio de 1942) y fue adaptada por William Moulton Marston y Harry G. Peter. El dios fue uno de los primeros en adaptado y  en aparecer en las historias de DC Comics.

## Biografía del personaje
Hermes es el Mensajero de los Dioses. Él es el hijo ilegítimo de Zeus, el rey de los dioses, y Maia, una mujer Titán que él sedujo. 
Ayudó a convertir una escultura de bebé que la Reina Hipólita convirtió en un bebé real, lo que resultó en el origen de la Princesa Diana. Hermes estaba enamorado de la princesa Diana de Themyscira, pero también quería reafirmar la conexión entre hombres y dioses. Trató de reconstruir un templo demolido en Nuevo Hampshire, y se mudó con Steve Trevor por un tiempo.
En la Post-Crisis, Hermes estuvo presente en una reunión con otros dioses para hablar sobre la disminución de la adoración de los mortales. Después de que Zeus consideró que este problema estaba por debajo de él y se fue, Hermes acompañó a Afrodita, Ares, Atenea, Deméter y Hestia al Inframundo y la Caverna de las Almas, donde Gaia ha albergado las almas de mujeres que han sido asesinadas injustamente por hombres. Cosechando las almas para reencarnarlas en Amazonas y darles un hogar en Themyscira. Una de las almas había sido salvada por Atenea para el día en que Hipólita esculpiría un bebé de arcilla costera en la que Atenea infundiría la escultura del bebé con ese espíritu que permitiría nacer a la Princesa Diana.

### Guerra de los dioses
Durante la historia Guerra de los Dioses, Hermes fue asesinado por Circe que desde entonces se encontraba en un estado de debilitamiento severo, por estar lejos del Olimpo durante tanto tiempo, el objetivo de ambicioso de Circe era iniciar la guerra entre los dioses de todo el Multiverso DC. El cuerpo de Hermes fue recuperado más tarde del Inframundo por Hades después de que Atenea usurpó el trono de su padre.

### Los nuevos 52
En Los nuevos 52, el reinicio del universo de DC Comics, Hermes aparece con una nueva apariencia totalmente nueva, pasado de tener una forma humana común, a tener el aspecto de un hombre gélido azulado con grandes ojos negros.

#### Wonder Woman:Sangre
Tras la desaparición de Zeus, se le fue encomendada la tarea de proteger al último hijo de este. Por ello, defendió a Zola del ataque de unos centauros enviados por Hera, pues la joven estaba embarazada del rey de los cielos, pero este ataque lo dejó con graves heridas por lo que requirió la ayuda de Mujer Maravilla para continuar con su tarea. Más tarde, vieron a Hermes y Zola caminando por el bosque cuando se les acercó Afrodita. Cuando Hermes le dice a Zola que Afrodita está casada con el feo dios Hefesto, Afrodita dice que Hefesto tiene otros "encantos". Ella les dice que no asistirá a la boda ya que hay poco amor en el infierno.

#### Wonder Woman:Agallas
Cuando Hades secuestra a Zola, él y Mujer Maravilla viajan al inframundo para rescatarla pues gracias a su caduceo es el único en poder ir a este reino sin problemas. La pareja logra poner a salvo a la joven pero tiempo después nuevamente es raptada, en esta ocasión por Apolo y Artemisa quienes se la llevan a Hera. De nuevo tiene que unir fuerzas con Mujer Maravilla para rescatar a Zola quien está a punto de dar a luz siendo el rescate un éxito.

#### Wonder Woman:Hierro
El dios ayuda a Zola a recibir a su bebé durante el parto pero en cuanto el niño nace Hermes se lo lleva sin siquiera dejárselo ver a su madre. El mensajero huye con el pequeño al reino de Deméter quien le ayuda con el bienestar de la criatura, el objetivo de Hermes era mantener oculto a su protegido ya que por el simple hecho de existir ya tenía algunos enemigos encima. Mujer Maravilla, su antigua aliada, no va a permitir que el niño crezca lejos de su madre y junto a Ares irrumpen en el reino de Deméter, lo que lleva a una pelea con Hermes que culmina cuando la amazona mutila el ala de una las piernas del dios lo que provoca que choque y quede fuera de combate, así el bebé es llevado de vuelta con Zola.

#### Wonder Woman:Carney Wonder Woman:Huesos
Hermes es consciente que sus actos no fueron correctos pero insiste en proteger a Zeke, el hijo de Zola, por lo que es perdonado por sus viejas amigas. Nuevamente une fuerzas con Mujer Maravilla para enfrentarse a First Born, el primer hijo de Zeus, quien ansía asesinar a todos los demás dioses, en especial a Zeke. Desafortunadamente, el minotauro que sirve a First Born propina una fuerte golpiza al mensajero quien debe refugiarse en Themyscira, siendo protegido por las Amazonas. Cuando se recupera, lleva a Mujer Maravilla, Zola y Zeke al Olimpo pues para quitarle todo su poder a First Born deben poner al niño en el trono de los cielos, el villano intenta acabar con todos pero Hermes logra mantener a salvo a Zola y Zeke en todo momento.

## Poderes y habilidades
Como deidad, posee vastas habilidades sobrenaturales que incluyen cambio de tamaño, cambio de forma e inmortalidad. Entre Sus capacidades están: 
Posee súpervelocidad gracias a sus sandalias aladas que le permite volar y llegar a distintos lugar a gran velocidad. Tiene un factor de curación muy acelerado lo que le permite sanar de grandes heridas, su velocidad es sobrehumana llegandolo a convertir en el Dios más rápido del Olimpo, puede teleportarse a cierto lugares, tiene fuerza sobrehumana, su envejecimiento es desacelerado, posee invulnerabilidad, resistencia, telepatía y puede llegar a utilizar magia.

### Equipamiento y debilidades
El artefacto más conocido de Hermes son sus Sandalias que le permiten ir a gran velocidad. Otro de sus artefacto es el Caduceo (a veces confundido con el Bastón de Asclepio): este bastón tiene dos serpientes de metal que pueden ser animadas.
Su debilidad es la pérdida de potencia, que comienza hacerlo gradualmente cuando no recibe adoradores.

## En otros medios

### Televisión
- Hermes aparece en la serie animada Liga de la Justicia Ilimitada en el episodio "El Equilibrio", con la voz de Jason Bateman. Cuando Mujer Maravilla va a su habitación a bordo de la Atalaya de la Liga, ve a alguien en la oscuridad que ella pensó que era Flash solo para descubrir que era Hermes. Hermes como mensajero de los dioses le hace llegar un mensaje de Zeus que dice que algo anda mal en el Tártaro y que debe regresar a Themyscira para detener la amenaza, corregir lo que ha sido alterado y así evitar que el mundo colapse. En compañía de Chica Halcón, Mujer Maravilla llegó a Themyscira, donde utilizó el mensaje que Hermes le dio para explicarle a su madre por qué tenía que violar el decreto de exilio de su madre. Esto hace que Hippolyta permita que la Mujer Maravilla ayude mientras ella y Chica Halcón entran al Tártaro.

### Videojuegos
- Hermes aparece en DC Universe Online.

### Serie web
- Hermes aparece en la adaptación de cómics de DC Super Hero Girls.